# Distretto di Mirzapur
Mirzapur è un distretto dell'India di 2 114 852 abitanti. Capoluogo del distretto è Mirzapur.